# Lac Bermen
Der Lac Bermen ist ein See in der Verwaltungsregion Côte-Nord der kanadischen Provinz Québec.

## Lage
Der Lac Bermen liegt in Zentral-Labrador 50 km südöstlich des Caniapiscau-Stausees. Er liegt im Bereich des Kanadischen Schildes auf 551 m Höhe. Der Lac Bermen bildet ein Seengeflecht mit mehreren größeren Inseln. Das Gewässer hat eine Längsausdehnung von 36 km und eine Breite von 6 km. Die Seefläche beträgt 103 km². Das Wasser des Lac Bermen fließt in nördlicher Richtung zum Rivière René-Lévesque ab.

## Etymologie
Der See wurde nach Claude de Bermen de La Martinière (1636–1719) benannt.